# Gaston Simoes de Fonseca
Pour les articles homonymes, voir Fonseca.
 (août 2009).
Si vous disposez d'ouvrages ou d'articles de référence ou si vous connaissez des sites web de qualité traitant du thème abordé ici, merci de compléter l'article en donnant les références utiles à sa vérifiabilité et en les liant à la section « Notes et références ».

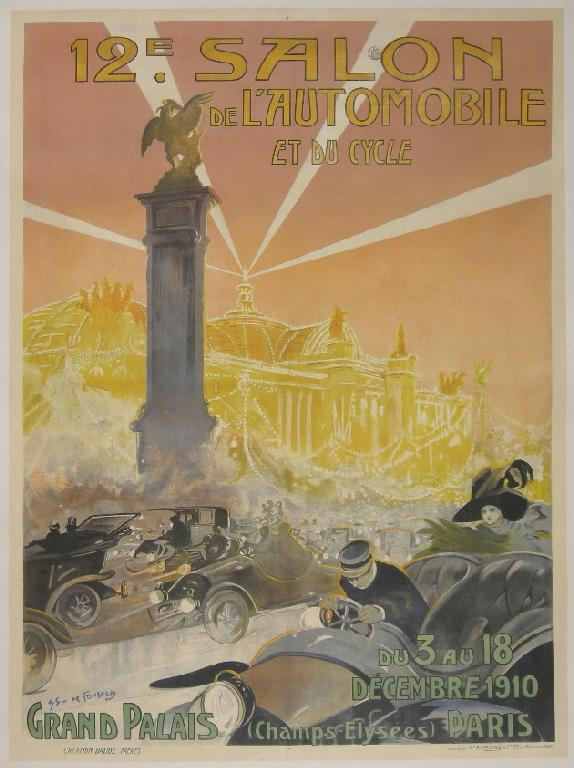
Affiche pour le Salon de l'Automobile (1910).

Gaston Simoes de Fonseca, né Gastão Simões da Fonseca le 16 octobre 1874 à Rio de Janeiro et décédé le 18 juin 1943 dans le 14e arrondissement de Paris, est un artiste peintre et illustrateur franco-brésilien.

## Biographie

### Enfance et origines familiales
Gaston Simoes de Fonseca naît le 16 octobre 1874 à Rio de Janeiro. Il est le fils d'Amélie Gonçalves et du grammairien et historien Luiz Simões da Fonseca, auteur du premier dictionnaire franco-portugais, paru chez Garnier frères, ainsi que le petit-fils du maréchal Manuel Deodoro da Fonseca, chef du gouvernement provisoire de la république des États-Unis du Brésil à partir du 15 novembre 1889 et premier président de la République du Brésil du 26 février au 23 novembre 1891. En 1875, alors qu'il est âgé de quelques mois, ses parents et lui quittent le Brésil pour la France et s'installent à Paris.

### Carrière artistique
Gaston Simoes de Fonseca accomplit toutes ses études en France. Élève de Jean-Léon Gérôme à l'Académie des beaux-arts, il part après l'obtention de son diplôme pour la Grèce, où il découvre des sites antiques et prend part à des campagnes de fouille avec les archéologues de l'École française d'Athènes, dont Émile Bourguet. Au cours de son séjour dans le pays, il réalise une grande quantité de planches de reproductions de vases anthropomorphiques et de cratères à destination du musée du Louvre.
Naturalisé Français le 17 août 1904, Gaston Simoes de Fonseca expose à son retour en France son travail, constitué de paysages grecs et de scènes de genre, au salon des artistes français en 1906 et en 1913, il y reçoit la médaille de bronze. En 1910, il réalise l'affiche du Salon de l'automobile de Paris. En 1913 et 1926, il conçoit la couverture et les illustrations des Premières et des Nouvelles Aventures de Sherlock Holmes de Conan Doyle, publiées en français par Flammarion. 
À partir de 1914, il participe à la Première Guerre mondiale. 
Pendant l'entre-deux-guerres, entre 1920 et 1939, Gaston Simoes de Fonseca réalise les portraits de plusieurs personnalités, notamment celui de l'artiste-peintre Édith Desternes, de la femme politique Suzanne Lacore, de Marie Marguerite Granier, épouse de l'historien de l'art Émile Mâle, et d'Émile Bourguet et sa femme. Il peint également celui de l'homme politique Anatole de Monzie, ministre de l’Instruction publique et des Beaux-Art en 1925, sous le titre de Portrait du ministre de l’Instruction publique et des Beaux-Arts.
Au cours de sa vie, il expose régulièrement à la Galerie Barreiro, au 30 rue de Seine, ainsi qu'au Salon des Tuileries et au Salon d'Automne. En 1934, une de ses œuvres, Les Lavoirs au pont Saint-Michel, monotype sur papier blanc, entre dans les collections du Musée national d'art moderne en tant que don de l’artiste.
En 1939, Gaston Simoes de Fonseca réalise une série de projets au fusain et à la sanguine tels que la Descente de croix, Adam et Ève chassés du paradis, la Fuite en Égypte ou Saint-Sébastien. Il entreprend également de nombreux projets et réalisations de bas-relief, de sculptures et de fontaines.
Le 18 juin 1943, il meurt à la suite d'une attaque cardiaque dans son atelier de la porte d'Orléans, situé au 53, rue Beaunier, dans le quatorzième arrondissement de Paris. Il repose au cimetière du Père-Lachaise, dans sa sixième division.

### Vie personnelle
Marié le 4 août 1902 à Vatan avec Blanche Rachel Léger, Gaston Simoes de Fonseca était le beau-père de l'architecte Henri-Antoine Vidal, marié le 29 juin 1925 à Paris 14e à sa fille Solange Simoes de Fonseca (1904-1982), dont il fut également le maître à l’École nationale supérieure des beaux-arts de Paris.
D'après Hugues Brivet, l'artiste Édith Desternes aurait été son élève et sa muse. 

## Distinctions
- Chevalier de la Légion d'honneur par décret du 9 août 1929[4].